# آلفردو ارناندس (بازیکن فوتبال، زاده ۱۹۵۱)
آلفردو ارناندس (انگلیسی: Alfredo Hernández؛ زادهٔ ۱۲ ژانویهٔ ۱۹۵۱) بازیکن فوتبال اهل مکزیک است. وی در بازی‌های المپیک تابستانی سال ۱۹۷۲ در بخش مردان شرکت کرد.
وی همچنین در تیم ملی فوتبال مکزیک بازی کرده‌است.